# Положително число
Положително число е число, което е по-голямо от нула. Множеството на всички положителни числа се записва като {\displaystyle \mathbb {N} } или {\displaystyle \mathbb {Z} _{+}}.
Положителното число може да бъде записано чрез добавяне на знака „+“ (плюс) пред числото. Знакът за плюс може и да бъде пропуснат при записването. Например числата +3 и 3 са еднакви (или равностойни).